# Лимбара (горный массив)
Лимбара (итал.  Limbara) — горная группа в итальянской области Сардиния.

## Описание
Рельеф северной Сардинии, расположенной между Сассари и Ольбией и простирающейся с северо-востока на юго-запад, образован зубчатым хребтом гранитных скал, представляющим собой высшую часть Галлуры. Самая высокая вершина — Пунта-Балистрери (1359 м).
Древние римляне дали горному массиву прозвище «лимес Баларес» (limes Balares), поскольку он обозначал границу между Галлурой, населенной корсиканцами, и Монтеакуто, а также восточной частью Логудоро, населенной «романизированным» народом баларес. Территория массива расположена на территории четырех муниципалитетов: северный и северо-западный склоны находятся в Темпио Паусании, восточный склон — в Каланжианусе, южный склон — в Беркидде, а юго-западный склон является частью Оскири.
Массив возвышается над искусственным озером Когинас (на юго-западе) и долиной реки Рио-Алсолас. Первоначальный растительный покров в настоящее время сильно деградировал и преобладают пастбища. Лишь внизу и в долинах сохранились пробковые дубы, мастиковые деревья и дикие оливы. В данной местности встречаются дикие кабаны.
Гора Лимбара, состоящая исключительно из гранитных пород, является третьей по высоте вершиной острова Сардиния (Италия), расположенной на его северо-восточной стороне. Этот массив занимает площадь 262,5 км², достигая высоты почти 1360 м над уровнем моря. Таким образом, он представляет собой идеальную модель для изучения высотных закономерностей на основе опубликованной флоры, которая включает 1147 таксонов, сгруппированных в 46 порядков, 120 семейств и 486 родов. Эндемичных и субэндемичных таксонов 86, в то время как чужеродная флора состоит из 137 таксонов .
Массив также известен так называемой «Via delle Acque» — 30-километровым маршрутом, ведущим к бесчисленным источникам высококачественной мягкой воды вдоль склонов. Всего было подсчитано 29 источников и фонтанов, все они сложены из гранита и окружены зеленью, в полной гармонии с окружающей средой. Можно посетить их, следуя нескольким специальным тропам, оборудованным зонами отдыха и пикника.